# Корелья-Лігуре
Корелья-Лігуре, Корелья-Ліґуре (італ. Coreglia Ligure, ліг. Coëgia) — муніципалітет в Італії, у регіоні Лігурія,  метрополійне місто Генуя.
Корелья-Лігуре розташована на відстані близько 390 км на північний захід від Рима, 27 км на схід від Генуї.
Населення — 280 осіб (2014).
Щорічний фестиваль відбувається 6 грудня. Покровитель — святий Миколай.

## Демографія
Населення за роками:

Станом на 1 січня 2023 року в муніципалітеті офіційно проживало 8 іноземців з 6 країн, серед них 4 громадяни країн Євросоюзу.

## Сусідні муніципалітети
- Чиканья
- Ореро
- Рапалло
- Сан-Коломбано-Чертенолі
- Цоальї

## Міста-побратими
- Корелья-Антельмінеллі, Італія (2005)